# 诺维萨德博览会
|  |

诺维萨德博览会（英語：Novi Sad Fair，羅馬化：Novosadski sajam），是一个每年5月、在塞尔维亚诺维萨德举办的博览会，该博览会也是东南欧地区乃至欧洲最大的农业博览会之一，每年大约有60万群众参加。诺维萨德博览会还组织其他类型的展会，包括科技和金融，以及重要会议等。

## 特点

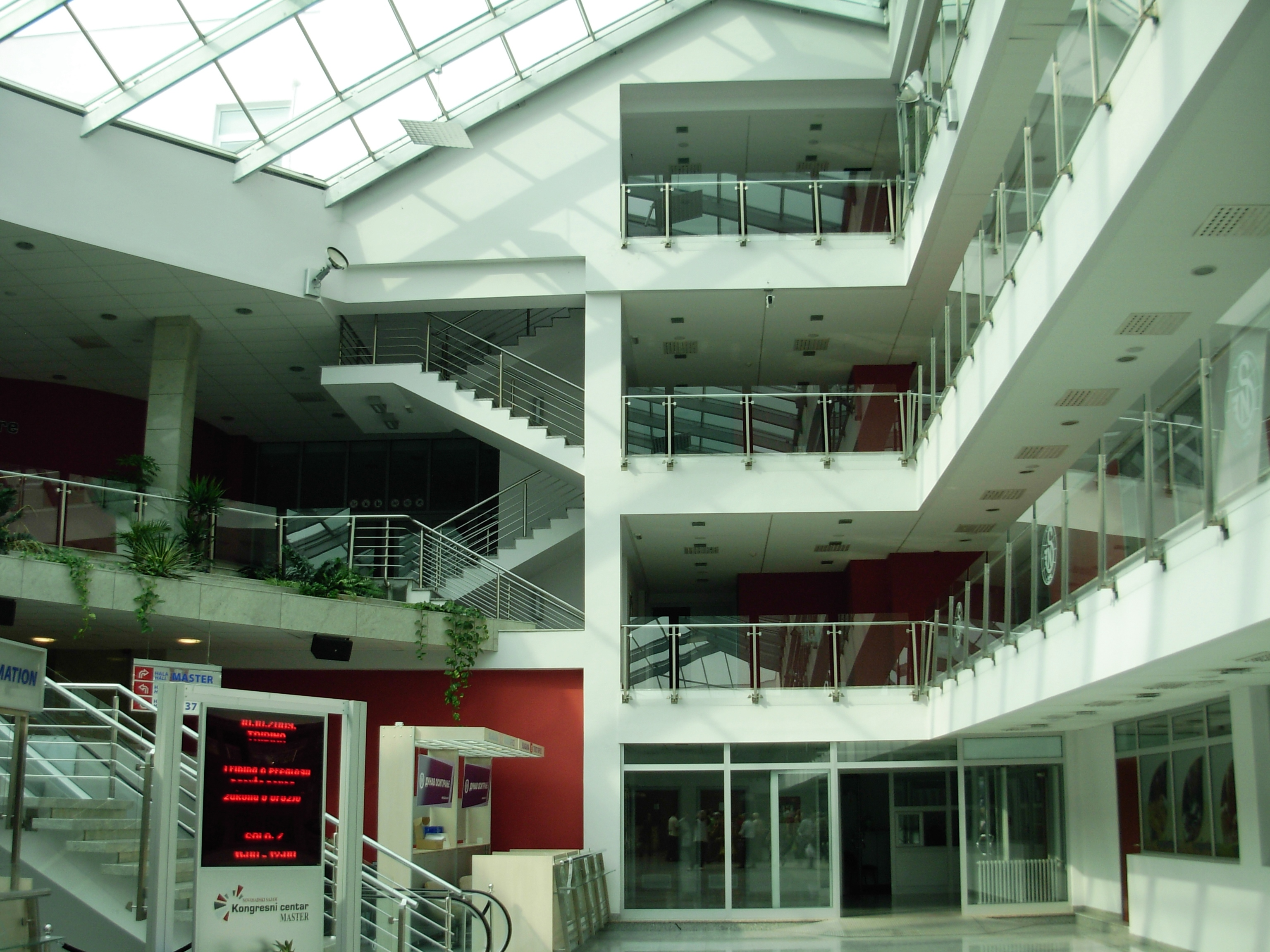
诺维萨德博览会内部

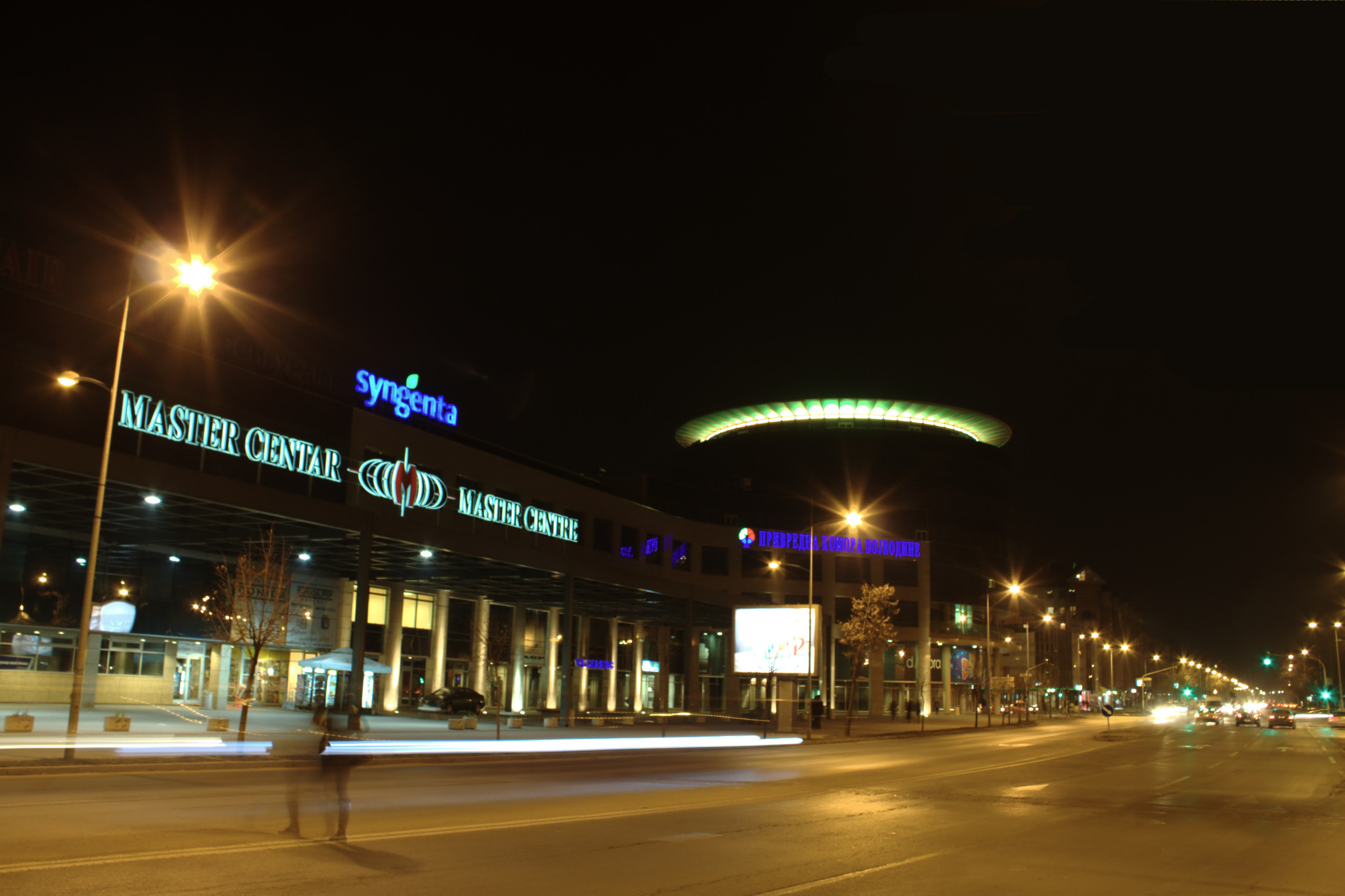
诺维萨德博览会夜景

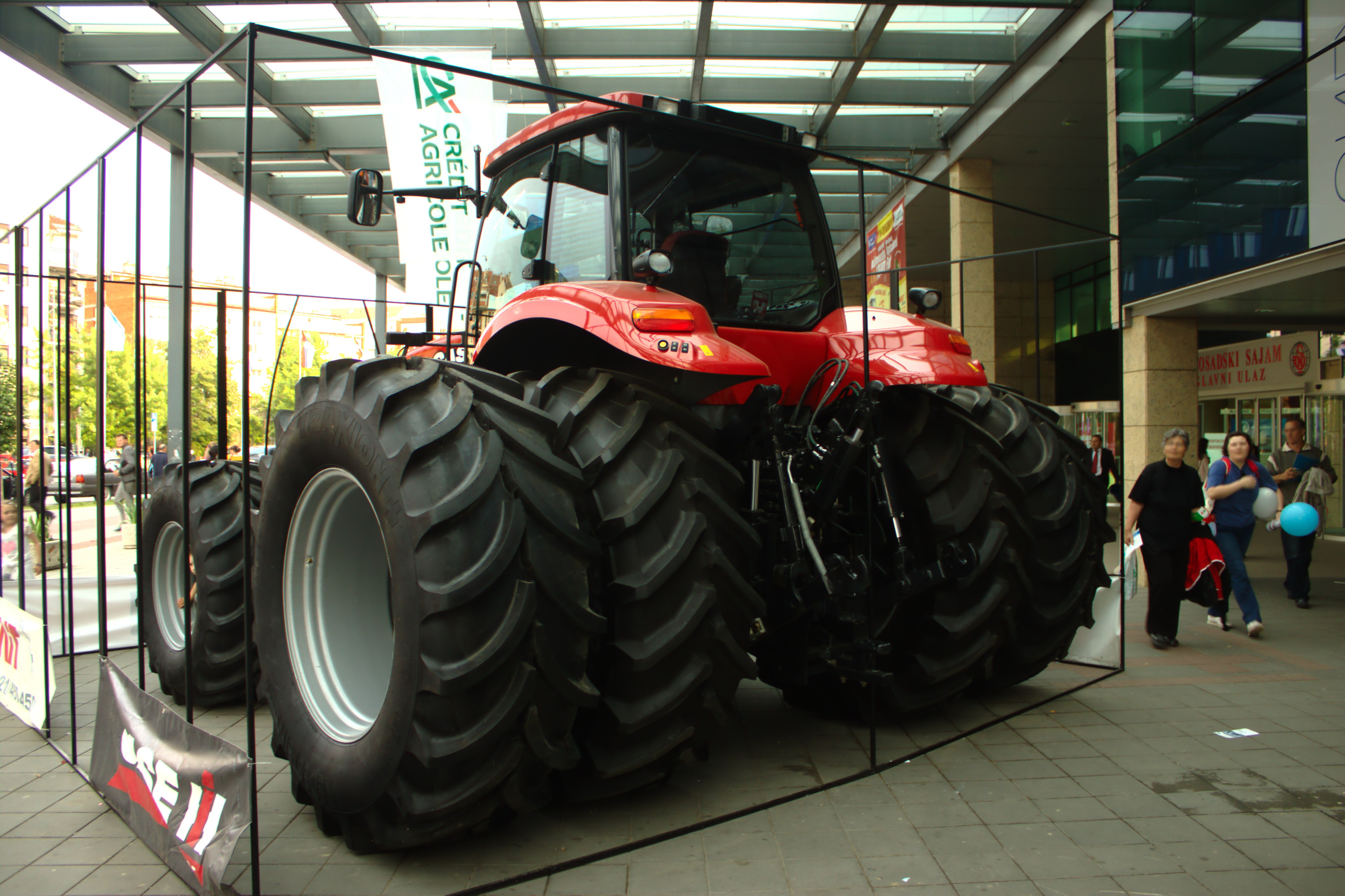
2011年会展上的凯斯IH大马力拖拉机

诺维萨德博览会拥有广阔的展览空间，总面积达300,000平方米（室外240,000平方米，室内60,000平方米）。展会公司还拥有一座新建的会议大楼“大师中心”（Master Centre），面积为2700平方米。

## 历史
诺维萨德位于多瑙河河畔和巴奇卡与锡尔米亚地区的边界地带，是一个历史悠久的文明古城与贸易场所。在19世纪，它迅速成长为该地区的一个重要贸易港口，也成为当时南斯拉夫王国最发达的农业地区之一。1923年，诺维萨德筹建博览会，为当时该国的第一个农业展所在地。1930年，成为一个国际博览会。
1958年，诺维萨德博览会成为一个国际博览会组织的成员，并享有当时南斯拉夫王国最重要的农业展声誉。除组织一年一度的农业展外，该展会公司在后来还举办了许多其他类型的展览会，包括金融、计算机、银行、汽车、图书、医药等行业。1963年5月11日，爱德华·卡德尔在第30届诺维萨德博览会开幕式上进行了《只有大农业才能够保证居民和工业的需要》的主旨讲话。南斯拉夫联盟共和国时期，该博览会仍是该地区最重要的农业博览会。
2020年，随着COVID-19疫情在该国爆发，该年度的博览会取消，会场在塞尔维亚军队的指挥下改为方舱医院。

## 展会
|    | 展览类型                                                     | 时间   |
| -- | ------------------------------------------------------------ | ------ |
| 1  | 媒体展                                                       | 三月   |
| 2  | 'Ambienta' 国际家具和室内设备博览会                          | 四月   |
| 3  | 国际土木工程博览会                                           | 四月   |
| 4  | "Moto Bike EXPO – Novi Sad" 摩托车，自行车和配件的国际博览会 | 四月   |
| 5  | 国际书展                                                     | 四月   |
| 6  | 'SCHOOL & OFFICE EXPO' 学校及办公设备国际博览会              | 四月   |
| 7  | 'ART EXPO' 国际艺术展                                        | 四月   |
| 8  | 国际农业博览会                                               | 五月   |
| 9  | 'PROMEDIKA' 国际医学和药学博览会                             | 六月   |
| 10 | 诺维萨德牙科设备展览和科学展                                 | 六月   |
| 11 | 国际狩猎、捕鱼和运动博览会                                   | 九月   |
| 12 | 国际航海设备展览会                                           | 九月   |
| 13 | 国际园艺博览会                                               | 九月   |
| 14 | "Eko-Svet" 生态、药材和水文国际博览会                        | 九月   |
| 15 | 国际旅游博览会                                               | 十月   |
| 16 | 酒店管理和餐饮业博览会                                       | 十月   |
| 17 | 美食节                                                       | 十月   |
| 18 | 诺维萨德汽车展                                               | 十月   |
| 19 | 'Finmar' 金融博览会                                          | 十一月 |
| 20 | 投资博览会                                                   | 十一月 |
| 21 | 电力、电子、电信博览会                                       | 十一月 |
| 22 | 物流博览会                                                   | 十一月 |
| 23 | 创业博览会                                                   | 十一月 |
| 24 | 'SJAJ' 国际珠宝、钟表和光学展览会                            | 十一月 |
| 25 | 新年新年消费品销售会                                         | 十二月 |

## 相关
- 贝尔格莱德博览会（英语：Belgrade Fair）